# Argillophora
Argillophora é um gênero de traça pertencente à família Arctiidae.